# Ким Чен Ир
Ким Чен Ир (на корейски: 김정일) е бивш генерален секретар на Корейската работническа партия и върховен ръководител (официален титул) на Корейската народнодемократична република.
Бивш върховен главнокомандващ на Корейската народна армия, четвъртата най-голяма войска в света. Ким Чен Ир наследява баща си Ким Ир Сен като ръководител на КНДР след смъртта на последния през 1994 година. В страната си той често е наричан „Любимият ръководител“. Ким Чен Ир умира от инфаркт на 17 декември 2011, а смъртта му е обявена от държавните медии два дни по-късно. Посмъртно е удостоен със званието генералисимус.

## Биография

### Детство
Според съветските архиви, Ким Чен Ир е роден през 1941 година във Вятское, Хабаровски край, носейки русифицираното име Юри Ирсенович Ким. Там баща му Ким Ир Сен е бил командир на 1-ви батальон от 88-а съветска бригада, съставена от китайци и корейци. Майка му е Ким Чен Сук. Официалната версия на севернокорейската историография е по-различна, и посочва връх Пектусан за негово родно място. Има и разлика в датите – според съветските и повечето чужди историци Ким Чен Ир се ражда на 16 февруари 1941, а според севернокорейските – на същата дата, но година по-късно. В официалната му биография пише, че след раждането му на връх Пектусан се появила двойна дъга, а на небето изгряла ярка звезда.
Непосредствено след края на Втората световна война и освобождението на Корея от японска окупация, семейството му се завръща на полуострова, настанявайки се в бивше имение на японски офицер в град Сонбон. Там през 1948 година се удавя брат му, „Шура“ (руски прякор) Ким. Година по-късно по време на раждане умира и майка му.

### Образование
Ким посещава 4-то основно училище и после 1-во средно училище в Пхенян, завършвайки средното си образование около 1960. Някои чужди историци отхвърлят това твърдение и считат, че е завършил поне началното си образование в Китай, за да е в безопасност от военните действия по време на Корейската война. Отрано проявява интерес към политиката, присъединява се към т.нар. Детски съюз, а после и към Младежката демократическа лига (МДЛ), където участва в кръжоци по изучаване на марксистка литература. През септември 1957 става заместник-председател на МДЛ за своята гимназия. Освен това е проявявал интерес и към земеделието, музиката и механиката. В работилниците на часовете по трудово обучение активно поправя двигатели на камиони и електромотори.
Висшето си образование започва през 1960 година, постъпвайки в университета Ким Ир Сен. Завършва политическа икономия на марксизма през 1964, паралелно с това изучавайки философия и военни науки. Научава английски в университета на Малта през 1970-те години.

### Политическа кариера
Присъединява се към Корейската работническа партия през 1961 година и започва бързо да се издига в редиците ѝ. По това време напрежението между Китай и СССР е вече неимоверно нараснало. КРП, все още вярна на марксист-ленинистката идеология, провежда чистка срещу „ревизионистите“, които биват обвинени в неподчинение на заповедите на Ким Ир Сен и „разводяване“ на революционната линия с конфуциански феодализъм. Ким Чен Ир започва активно да се занимава с поддържане на идеологическата цялост на партията и прокарването на идеологията в медиите и културата на страната.
В края на 1960-те насочва вниманието си към армията и започва да свива бюрокрацията в тази сфера, която според него отслабва контрола на партията върху военните. Основното притеснение идва от навика на чиновниците да преиначават заповедите от централните институции в своя полза. Занимава се също така с отдела по пропаганда и агитация и акцентира върху развитието на филмовото изкуство. Като част от мерките за елиминиране на бюрократичните спънки в държавния апарат и едновременно с това подсилване на агитацията, Ким задължава всички чиновници да работят на място с подчинените си за определен брой дни от месеца. През февруари 1974 бива избран за политкомисар в политбюро на ЦК на КРП, и същата година инициира кампанията за т.нар. Три революции. Тя се състои от изпращане на специализирани партийни екипи, които дават кратки технически, политически и научни лекции на работниците в предприятията из страната, както и в селските стопанства. Малко след това движение са сформирани и „ударни бригади“ от учени, които имат за цел да ускорят научно-техническото развитие в страната.
Взема участие и ръководи инициативи за обединение на Корея. В средата на 1980-те години вече е водеща фигура в КРП и въоръжените сили, и започва да се изгражда култ около личността му. Ким Чен Ир вече е най-влиятелният човек в страната след баща си. Според избягалия от КНДР член на КРП Хван Чжан-йоп, държавният апарат под управлението на Ким Чен Ир става още по-автократичен. Докато Ким Ир Сен е приемал съвети и дори критика от подчинените си, младият Ким още в първите си години на ръководство е бил безкомпромисен и е изразявал силно желание да дирижира дори най-малките детайли от държавната политика. Според Хван той дори определя размера на жилищата за партийни членове и какви подаръци могат да получават те. През 1983 в Рангун, Мианмар избухва бомба по време на посещение на висши южнокорейски официални лица. Атентатът е бил насочен срещу тях, а заловеният атентатор признава, че е бил инструктиран лично от Ким Чен Ир да извърши операцията. В друг атентат през 1987 година севернокорейски агенти взривяват пътнически самолет при полет 858 на „Кориън Еър“, при който загиват всички 115 пътници на борда.
През 1992 за пръв и единствен път е чут гласът на Ким Чен Ир. По време на парада по случай 60-годишнината от създаването на Корейската народна армия, той се приближава до микрофона и извиква „Слава на героичните войници от народната армия!“